# Pawło Borysenko
Pawło Witalijowycz Borysenko, ukr. Павло Віталійович Борисенко (ur. 4 czerwca 1987 w Czernihowie, Ukraińska SRR) – ukraiński hokeista, reprezentant Ukrainy oraz Rumunii.
Jego brat Rusłan (ur. 1983) także został hokeistą.

## Kariera
- HK Kijów (2001/2002)
- Lowell Jr. Lock Monsters (2002-2003)
- Bridgewater Bandits (2003-2004)
- Acadie-Bathurst Titan (2004-2005)
- Kristałł Saratów (2005)
- HK Witebsk / HK Witebsk 2 (2005-2006)
- Liepājas Metalurgs (2006-2008)
- DHK Latgale (2008-2009)
- Bejbarys Atyrau (2009-2010)
- Donbas Donieck (2010-2011)
- Winnyćki Hajdamaky (2011)
- Berkut Kijów (2011)
- Łewy Lwów (2011)
- Kompańjon Kijów (2011-2014)
- CSA Steaua Bukareszt (2014-2018)
- CS Progym Gheorgheni (2016-2018)
- ASC Corona 2010 Braszów (2018-)

Od 2003 grał w amerykańskiej lidze Eastern Junior Hockey League (EJHL). W 2004 został wybrany w drafcie do kanadyjskich rozgrywek juniorskich CHL i w sezonie 2004/2005 występował w lidze podległej, QMJHL. Następnie powrócił do Europy i grał w lidze ukraińskiej, łotewskiej, kazachskiej. Od 2012 zawodnik Kompańjonu Kijów. Od 2014 zawodnik rumuńskiego klubu Steaua. W sezonie 2014/2015 w drużynie występowali wraz z nim rodacy, m.in. Rusłan Swyrydow, Denys Zabłudowski. W czerwcu 2018 przeszedł do Corony Braszów.
Był reprezentantem kadr juniorskich Ukrainy. Uczestniczył w turniejach mistrzostw świata juniorów do lat 18 edycji 2002, 2003, 2004, 2005 oraz mistrzostw świata juniorów do lat 20 edycji 22005, 2006, 2007. Po kilku latach występów w lidze rumuńskiej naturalizowano go w tym kraju i został reprezentantem seniorskiej kadry Rumunii. W jej barwach uczestniczył w turniejach mistrzostw świata edycji 2019 (Dywizja IB), 2022 (Dywizja IA).

## Sukcesy
Reprezentacyjne
- Awans do mistrzostw świata Dywizji I Grupy A: 2019 z Rumunią

Klubowe
- Złoty medal mistrzostw Łotwy: 2008 z Metalurgs Lipawa
- Puchar Łotwy: 2007, 2008 z Metalurgs Lipawa
- Brązowy medal mistrzostw Łotwy: 2009 z DHK Latgale
- Srebrny medal mistrzostw Kazachstanu: 2010 z Bejbarysem Atyrau
- Złoty medal mistrzostw Ukrainy: 2011 z Donbasem Donieck, 2014 z Kompańjonem Kijów
- Srebrny medal mistrzostw Ukrainy: 2013 z Kompańjonem Kijów
- Srebrny medal mistrzostw Rumunii: 2015 ze Steauą Bukareszt
- Złoty medal mistrzostw Rumunii: 2019 z ASC Corona 2010 Braszów

Indywidualne
- Mistrzostwa Świata Juniorów w Hokeju na Lodzie 2007/I Dywizja#Grupa A:
  - Trzecie miejsce w klasyfikacji strzelców turnieju: 4 gole[6]
  - Piąte miejsce w klasyfikacji kanadyjskiej turnieju: 7 punktów[7]
- Mistrzostwa Ukrainy w hokeju na lodzie (2010/2011):
  - Trzecie miejsce w klasyfikacji strzelców w sezonie zasadniczym: 19 goli[8]
  - Pierwsze miejsce w klasyfikacji asystentów w sezonie zasadniczym: 25 asyst[9]
  - Pierwsze miejsce w klasyfikacji kanadyjskiej w sezonie zasadniczym: 44 punktów[10]
  - Skład gwiazd sezonu
- Mistrzostwa Świata w Hokeju na Lodzie 2019/I Dywizja#Grupa B:
  - Zwycięski gol w dogrywce meczu z Polską (3:2), przesądzający o zwycięstwie Rumunii w turnieju i awansie do Dywizji IA (1 maja 2019)[11]
  - Piąte miejsce w klasyfikacji asystentów turnieju: 4 asysty[12]
  - Szóste miejsce w klasyfikacji kanadyjskiej turnieju: 7 punktów[13]
  - Najlepszy obrońca turnieju[14]
- Mistrzostwa Świata w Hokeju na Lodzie 2022 (I Dywizja)#Grupa A:
  - Pierwsze miejsce w klasyfikacji średniego czasu przebywania na lodzie na mecz w turnieju: 23 min. 15 sek.[15]